# Venstreforbundet (Finland)
Venstreforbundet (finsk: Vasemmistoliitto, Vas.; svensk: Vänsterförbundet) er et socialistisk finsk venstrefløjsparti, som blev dannet i 1990, efter at tanken om et nyt samlet venstreparti var blevet lanceret i 1987. Grundlæggerne af partiet var Demokratisk Forbund for Finlands Folk (SKDL), Demokratisk Forbund af Finske Kvinder og flertallet i det finske kommunistpartiet SKP. Med undtagelse af SKP opløstes de andre ved oprettelsen af Venstreforbundet. SKP lukkede i 1992.
Venstreforbundet var med i Paavo Lipponens flerpartiregeringer 1995–2003 og havde bl.a. kultur-, kommune- og skatteministerposterne. Partiet indgik i regeringen Katainen fra 2011 til 2014.
Partiets leder er siden juni 2016 Li Andersson.
Tilslutningen til partiet har ligget stabilt omkring 10 procent ved parlamentsvalg siden dannelsen. Venstreforbundet er medlem af Forenede Europæiske Venstrefløj/Nordisk Grønne Venstre.
Partiet driver avisen Kansan Uutiset som blev grundlagt af partierne SKP og SKDL i 1957, og som frem til 1990 været presseorgan for disse.

## Formænd
- Claes Andersson (1990–1998)
- Suvi-Anne Siimes (1998–2006)
- Martti Korhonen (2006–2009)
- Paavo Arhinmäki (2009–2016)
- Li Andersson (2016–)